# Who Killed Joe Merrion?
Who Killed Joe Merrion? è un film muto del 1915 diretto da Tefft Johnson.

## Produzione
Il film fu prodotto dalla Vitagraph Company of America con il titolo di lavorazione The Atonement.

## Distribuzione
Distribuito dalla General Film Company, il film uscì nelle sale cinematografiche statunitensi il 3 gennaio 1916 dopo essere stato presentato in prima a New York il 19 dicembre 1915.